# Col de Bidstone
 (juin 2021).
Le col de Bidstone ou col Volunteershoek est un col pittoresque, très raide et non goudronné, situé au Cap oriental en Afrique du Sud.

## Géographie
Le col est situé près de la station de ski de Tiffindell. La portion la plus raide du versant sud est longue de 3,9 km et s’élève de 1 916 à 2 382 m, soit une pente moyenne d'environ 12 %, pour terminer à 2 567 m après 5,7 km supplémentaires.